# El Salvador i olympiska sommarspelen 2012
El Salvador deltog i olympiska sommarspelen 2012 som ägde rum i London i Storbritannien mellan den 27 juli och den 12 augusti 2012. Ingen av landets deltagare erövrade någon medalj.

## Cykling
- Huvudartikel: Cykling vid olympiska sommarspelen 2012

### Landsväg
Damer
| Cyklist       | Gren               | Tid     | Placering |
| ------------- | ------------------ | ------- | --------- |
| Evelyn García | Damernas linjelopp | 3:35:56 | 26        |

## Friidrott
- Huvudartikel: Friidrott vid olympiska sommarspelen 2012

Förkortningar
- Notera – Placeringar gäller endast den tävlandes eget heat
- Q = Kvalificerade sig till nästa omgång via placering
- q = Kvalificerade sig på tid eller, i fältgrenarna, på placering utan att ha nått kvalgränsen
- NR = Nationellt rekord
- N/A = Omgången inte möjlig i grenen
- Bye = Idrottaren behövde inte delta i omgången

Herrar
| Idrottare               | Gren       | Final      | Final     |
| Idrottare               | Gren       | Resultat   | Placering |
| ----------------------- | ---------- | ---------- | --------- |
| Emerson Esnal Hernández | 50 km gång | 3:53:57 NR | 27        |

Damer
| Idrottare         | Gren    | Heat       | Heat      | Semifinal        | Semifinal        | Final            | Final            |
| Idrottare         | Gren    | Resultat   | Placering | Resultat         | Placering        | Resultat         | Placering        |
| ----------------- | ------- | ---------- | --------- | ---------------- | ---------------- | ---------------- | ---------------- |
| Nataly Landaverde | 1 500 m | 4:18.26 NR | 15        | Gick inte vidare | Gick inte vidare | Gick inte vidare | Gick inte vidare |

## Judo
Herrar
| Idrottare       | Gren                   | 32-delsfinal                 | Sextondelsfinal      | Åttondelsfinal       | Kvartsfinal          | Semifinal            | Återkval             | Bronsmatch           | Final                | Final            |
| Idrottare       | Gren                   | Motståndare Resultat         | Motståndare Resultat | Motståndare Resultat | Motståndare Resultat | Motståndare Resultat | Motståndare Resultat | Motståndare Resultat | Motståndare Resultat | Placering        |
| --------------- | ---------------------- | ---------------------------- | -------------------- | -------------------- | -------------------- | -------------------- | -------------------- | -------------------- | -------------------- | ---------------- |
| Carlos Figueroa | Halv lättvikt (-66 kg) | Mehmedovic (CAN) L 0000–0010 | Gick inte vidare     | Gick inte vidare     | Gick inte vidare     | Gick inte vidare     | Gick inte vidare     | Gick inte vidare     | Gick inte vidare     | Gick inte vidare |

## Rodd
Herrar
| Idrottare     | Gren          | Heat    | Heat      | Återkval | Återkval  | Kvartsfinal | Kvartsfinal | Semifinal | Semifinal | Final   | Final     | Final |
| Idrottare     | Gren          | Tid     | Placering | Tid      | Placering | Tid         | Placering   | Tid       | Placering | Tid     | Placering |       |
| ------------- | ------------- | ------- | --------- | -------- | --------- | ----------- | ----------- | --------- | --------- | ------- | --------- | ----- |
| Roberto López | Singelsculler | 7:23,75 | 4 R       | 7:27,75  | 5 SE/F    | BYE         | BYE         | 7:57,89   | 3 FE      | 7:41,32 | 29        |       |

Damer
| Idrottare            | Gren          | Heat    | Heat      | Återkval | Återkval  | Kvartsfinal | Kvartsfinal | Semifinal | Semifinal | Final   | Final     | Final |
| Idrottare            | Gren          | Tid     | Placering | Tid      | Placering | Tid         | Placering   | Tid       | Placering | Tid     | Placering |       |
| -------------------- | ------------- | ------- | --------- | -------- | --------- | ----------- | ----------- | --------- | --------- | ------- | --------- | ----- |
| Camila Vargas Palomo | Singelsculler | 8:01,60 | 5 R       | 7:53,38  | 1 QF      | 8:07,67     | 6 SC/D      | 7:57,22   | 3 FC      | 8:19,75 | 16        |       |